# Self Hypnosis
Self Hypnosis ist eine 2018 gegründete Industrial-Metal-Band.

## Geschichte
Die Initiative zu Self Hypnosis ging von Kris Clayton aus, der Rohe Demos des gesamten Debüts eingespielt hatte, bevor Greg Chandler dem Projekt beitrat. Den Schlagzeuger Tom Vallely und den Bassisten Mark Broomhead zog das Duo nach Veröffentlichung des Debüts hinzu. Anfänglich engagierten Chandler und Clayton Vallely als Session-Schlagzeuger. Chandler hatte ihn für Lychgate, Clayton für Camel of Doom bereits beauftragt und beide waren von seinen Fähigkeiten begeistert. Nachdem dieser sich jedoch besonders enthusiastisch aufgrund des aufgenommenen Materials gezeigt hatte, wurde er zum Bandmitglied. Als letzte Mitglied stieß Broomhead hinzu. Die Band hatte nach den Aufnahmen in Chandlers Priory Recording Studios aktiv nach einem Bassist gesucht. Das Debüt Contagion of Despair veröffentlichte die Band über Svart Records.

## Stil
Clayton beschreibt die Musik von Self Hypnosis als „Progressiver Industrial Metal,“ dabei nehme die Gruppe Einflüsse aus Black-, Death- und Doom-Metal, Sludge und Psychedelic Rock sowie Big Beat und Trip-Hop auf. Die Musiker betrachten einander als frei in der Gestaltung und beeinflusst von unterschiedlichen Geschmäckern. Ziel sei das kreieren einer Musik die allen Beteiligten als etwas „Kraftvolles“ erscheint. In Rezensionen wird die Musik als „Doom mit nur leichtem, experimentellem Appeal, der sich durch atmosphärische Spielereien bemerkbar macht“ beschrieben. Dabei wird das Spektrum des Doom Metal an anderer Stelle lediglich als Grundlage der Musik wahrgenommen. Der von Clayton angeführte Industrial Metal wird mit Verweis auf Godflesh an unterschiedlichen Stellen bestätigt. Dabei behalte die Musik einen psychedelischen Einfluss sowie Elemente die von Bands wie The Prodigy und Yes inspiriert erscheinen. Chandler und Clayton teilen sich die Übernahme des Gesangs und variieren diesen zwischen „einerseits gnarlig-röchelnder Hässlichkeit aus unsagbaren Tiefen hervorkriechend und andererseits im Hall hinausgerufenen Space (irgendwo zwischen weniger heroischen, eindimensionaleren Kylesa oder Baroness der Frühphase und reduzierter Jon Davis[sic!]-Martialität).“ Musikalisch bestünde die Basis derweil aus „langatmige[n] (Death-)Doom-Brocken mit atmosphärischem Gezirpe“, zu dem „im Zeitlupentempo zu flächigen Orgeln oder Synthesizer“ das Gitarrenspiel präsentiert werde. Das Gitarrenspiel sei als „minimalistische und überlang gespielte Riffs“ einem „Doom-Standard“ nah und funktioniere, „sodass Riff-Enthusiasten immerhin in den Genuss qualitativer, akustischer Lava“ kämen.

## Diskografie
- 2020: Contagion of Despair (Album, Svart Records)